# CFCL Australia
A CFCL Australia (CFCLA) é uma empresa australiana de leasing de locomotivas e material circulante que opera no mercado de frete ferroviário. A CFCLA aluga ativos para vários operadores ferroviários privados no setor ferroviário local, predominantemente na rede interestadual de bitola padrão definida.